# Dexter Yager
Dexter Yager (6. prosince 1939 – 7. ledna 2019) byl jeden z nejúspěšnějších distributorů Amway.

## Rodina
S manželkou Birdie má sedm dětí. Tři synové Doyle, Jeff a Steve se stali členy distributorského teamu svých rodičů.

## Podnikání
Dexter Yager vyrůstal ve státě New York. Už v mládí se u něho projevil zájem o prodej. Po dokončení střední školy v roce 1957 prodával nástoje Sears, auta Ford a pivo Utica Club. Jako prodejce aut a obchodní zástupce pivovaru vydělával 95 $ týdně.
V roce 1964 ho jeho příbuzný seznámil s Amway, který se pro něj stal nejvyšší prioritou. V roce 1969 přestěhoval rodinu a byznys do Charlotte, kde měl rostoucí podnikatelskou základnu. Stříbrným distributorem se stal dřív než očekával, což mu umožnilo opustit zaměstnání a více se věnovat Amway.
Vybudoval marketingovou síť, která tvoří polovinu ze dvou miliony členů celé marketingové sítě Amway. Jeho síť je rozšířená ve více než 40 zemích. Součástí jeho skupiny jsou mimo jiné podnikatelé Tim Foley a Bill Britt.
Jeho mottem při budování podnikání bylo
| „              | Don’t Let Anybody Steal Your Dream! | Nenechte si nikým ukrást svůj sen. | “ |
| — Dexter Yager |                                     |                                    |   |

Stejně jako samotná Amway, i Dexter Yager měl kritiky.